# 1894年のメジャーリーグベースボール
以下は、メジャーリーグベースボール（MLB）における1894年のできごとを記す。
解散したアメリカン・アソシエーションからナショナルリーグに移ったボルチモア・オリオールズ(1882-1899年)が優勝。以降1896年までナショナルリーグ3連覇を果たす。
1893年のメジャーリーグベースボール - 1894年のメジャーリーグベースボール - 1895年のメジャーリーグベースボール

## できごと

### オリオールズ黄金時代
もともとアメリカン・アソシエーションのチームであったオリオールズは、リーグ解散後にナショナルリーグに合流した1892年は12位の最下位であった。その年に監督となったネッド・ハンロンはチーム再建に力を注いだ。同年にピッツバーグからジョー・ケリーを、1893年にはルイビルからヒューイー・ジェニングスを、1894年1月にはブルックリンからダン・ブローザースとウィリー・キーラーを獲得する。
一方で1891年にデビューしたジョン・マグローとハンロン監督は勝つための様々な戦術（内野手のカットオフ・プレー、ヒットエンドラン、ボルチモア・チョップなど）を考案した。ボルチモア・チョップ (Baltimore Chop)とは、打者が球をグラウンドに打ち付けて高くバウンドする内野安打のことで、ウィリー・キーラーなどが得意としてボルチモアの選手に多いヒットであったため「ボルチモア・チョップ」と呼ばれるようになった。元々は、ヒットエンドランや送球の中継プレーなど当時は誰も思いつかなかった戦術を考案していたネッド・ハンロン監督と、後に監督になるジョン・マグローのコンビがキーラー発案の打法を練り上げ完成させたもの、と言われている。これが成功するにはグラウンドを必要以上に固くすることが重要で、しかも一塁側の内野を固くさせて、そこへ叩きつけるバッティングをすれば高くバウンドをすることを計算しての打法である。
優勝したボルチモア・オリオールズ は1882年から1899年までのチームで、ニューヨーク・ヤンキースの起源となった1901年～1902年のオリオールズでもなく、ミルウオーキーからセントルイスを経た現在のオリオールズにも当然つながってはいない。あくまで19世紀のボルチモア・オリオールズである。しかしこのネッド・ハンロン監督のオリオールズのメンバーから20世紀初頭にメジャーリーグの監督になった者が数名いて、ジョン・マグローはニューヨーク・ジャイアンツ監督、ウィルバート・ロビンソンはブルックリン・ロビンス(後のドジャース)監督、ヒューイー・ジェニングスはデトロイト・タイガース監督となり、しかもこの3人ともそれぞれチームをリーグ優勝に導いている。また盗塁王になったジョー・ケリーは1902年にシンシナティ・レッズの選手兼監督となり、その後任の監督はネッド・ハンロンであった。
- ウィリー・キーラーは、1892年にイースタンリーグでプロとしてスタートした。左腕投手だったがすぐに左利きの三塁手に転向して打率.373でマイナーリーグの首位打者になってすぐにニューヨーク・ジャイアンツに引き上げられた。しかし当時のジャイアンツ監督ジョン・モンゴメリー・ウォードはキーラーが小柄すぎてメジャーでは無理と判断して翌1893年にブルックリン・ブライドグルームス（後のドジャース）にトレードし、さらにシーズン終了後にダン・ブローザースと共にオリオールズにトレードされた。わずか1年半の間に3チームをたらい回しにされる程に期待される選手ではなかった。身長が164センチで小男だったのでWee Willie(小さなウィリー)と呼ばれた。しかしこの1894年にオリオールズに来て、ネッド・ハンロン監督はキーラーを三塁手から右翼手に転向させ、ジョン・マグローと共に1番、2番を組ませたことでキーラーは、打撃面でも巧みなバットコントロールの才能を発揮し、最初は地味であったがレギュラーを獲得し、やがて超一流選手となった。相手が前進守備の時は野手の頭を超える打球を放ち、また深く守っているときはバントを仕掛けるなどの技巧をこらし、この年打率.371、219安打を打ち、また得点165、打点94を上げた。以後8年連続200安打以上を打ち、ブルックリン・スパーバス（後のドジャース）からニューヨーク・ハイランダース（後のヤンキース）に移り、1910年に再びニューヨーク・ジャイアンツに戻ってきた。通算19年間で通算打率.341（.345とする資料もある）の小さな大選手であった。（1939年殿堂入り）
- ジョー・ケリーは、オリオールズの中心バッターとして4連覇に貢献し、強打・強肩・俊足で闘志が溢れた外野手（主にレフトを守った）だった。4連覇の時の1894年から1897年にかけては打率が.393（.391）、.365（.371）、.364 （.370）、.362（.390）でオリオールズのけん引車であった（カッコ内は別途資料の打率である）。首位打者のタイトルは取れなかったが、1896年に盗塁87（90とする資料もある）で盗塁王となった。（1971年殿堂入り）

- この年ボストン・ビーンイータースの強打者ヒュー・ダフィーは、125試合で237安打し、近代野球以前のメジャーリーグシーズン歴代最高打率.440(打率.438とする資料もある)を記録するなど、安打127本、打点145(この打点についてはサム・トンプソン が147となっている)、本塁打18本、二塁打51本でリーグ最高の数字を記録した。またこの年ダフィーが「三冠王」であったことは、後年になって記録の再調査で判明した(しかし再調査の結果サム・トンプソンの打点について詳細は不明)。1888年のシカゴ・ホワイトストッキングスを振り出しに1906年のフィラデルフィア・フィリーズまで通算17年間メジャーリーグで活躍し、1889年から9年連続3割を打った。170センチの身長で小柄だが猛烈なハードヒッターであった。生涯打率.326(.330とする資料もある)で1945年に殿堂入りした。

- ヒュー・ダフィーの活躍で目立たないのだが、1894年に4位であったフィラデルフィア・フィリーズはチーム打率.3497で、この年のチームには4割打者が4人(タック・ターナー.418　サム・トンプソン.407　エド・デラハンティ.404　ビリー・ハミルトン.403)、3割打者が3人いて、しかもチーム盗塁数が277で、とてつもない記録をつくった。タック・ターナーはスイッチヒッター（左投げ両打ち）ながら打率4割を記録しており、これは4割打者の中でも唯一の記録である。ただし1894年はナショナルリーグ全体の打率が.309と、極端に打高投低の年でもあったと言われている。

### テンプルカップ
3ゲーム差で2位に甘んじたニューヨーク・ジャイアンツのファンからマグローやキーラーらのヒットエンドランなどを駆使する新しい戦法を邪道と決めつけ、ジャイアンツこそナンバーワンチームだと主張してボルチモアのファンとの間で論争となった。そこへピッツバーグの大富豪で熱心な野球ファンであり、ピッツバーグ・パイレーツの元会長であったウイリアム・C・テンプルが両チームにポストシーズンに決着をつけるゲームを行うことを提案して私費を投じて高価な優勝カップを寄贈して7回戦のシリーズが開催されることとなった。結果はニューヨーク・ジャイアンツがボルチモア・オリオールズに4連勝して、優勝カップを獲得した。以後1897年まで、このシリーズは寄贈者の名前を取ってテンプルカップと呼ばれて、ナショナルリーグの優勝チームと2位チームとで争うシリーズとなった。しかしペナントレースの意義が無くなるとの世論が高まり、1897年限りで歴史を閉じた。
もともとはジョン・マグローやキーラーへのニューヨークの野球ファンの不満から始まったシリーズだったが、皮肉にも8年後の1902年にアメリカンリーグ会長バン・ジョンソンとの対立からジョン・マグローがボルティモアからニューヨーク・ジャイアンツに招かれ、以降30年間ニューヨーク・ジャイアンツ監督を続けることとなった。

### 規則の改訂
- 走者を送るための犠牲バントは1889年に認められたが、バント失敗してもペナルティは無く、しかもストライクとは数えられていなかった。しかしこの年からバント失敗はストライクに数えられることになった。なお2ストライク後のいわゆるスリーバントの失敗はファウルとされて、バッターアウトにはなっていない。スリーバント失敗が即バッターアウトとされたのは1902年からである。また外野フライが犠打になるというルールはこの時には採用されなかった。
- 投手ボックスから投手板に変更された。

## 最終成績

### ナショナルリーグ
| 順 | チーム                       | 勝利 | 敗戦 | 勝率 | G差   |
| -- | ---------------------------- | ---- | ---- | ---- | ----- |
| 1  | ボルチモア・オリオールズ     | 89   | 39   | .695 | --    |
| 2  | ニューヨーク・ジャイアンツ   | 88   | 44   | .667 | 3.0   |
| 3  | ボストン・ビーンイーターズ   | 83   | 49   | .629 | 8.0   |
| 4  | フィラデルフィア・フィリーズ | 71   | 57   | .555 | 18.0  |
| 5  | ブルックリン・グルームズ     | 70   | 61   | .534 | 20.5  |
| 6  | クリーブランド・スパイダーズ | 68   | 61   | .527 | 21.5  |
| 7  | ピッツバーグ・パイレーツ     | 65   | 65   | .500 | 25.0  |
| 8  | シカゴ・コルツ               | 57   | 75   | .432 | 34.0  |
| 9  | セントルイス・ブラウンズ     | 56   | 76   | .424 | 35.0  |
| 9  | シンシナティ・レッズ         | 55   | 75   | .423 | 35.0  |
| 11 | ワシントン・セネタース       | 45   | 87   | .341 | 46.0  |
| 12 | ルイビル・カーネルズ         | 36   | 94   | .277 | 54..0 |

## 個人タイトル

### ナショナルリーグ
| 項目   | 選手                     | 記録 |
| ------ | ------------------------ | ---- |
| 打率   | ヒュー・ダフィー (BSN)   | .440 |
| 本塁打 | ヒュー・ダフィー (BSN)   | 18   |
| 打点   | サム・トンプソン (PHI)   | 147  |
| 得点   | ビリー・ハミルトン (PHI) | 198  |
| 安打   | ヒュー・ダフィー (BSN)   | 237  |
| 盗塁   | ビリー・ハミルトン (PHI) | 100  |

| 項目   | 選手                             | 記録  |
| ------ | -------------------------------- | ----- |
| 勝利   | エイモス・ルーシー (NYG)         | 36    |
| 防御率 | エイモス・ルーシー (NYG)         | 2.78  |
| 奪三振 | エイモス・ルーシー (NYG)         | 195   |
| 投球回 | テッド・ブレイテンスタイン (STL) | 447.1 |
| セーブ | トニー・マレーン (BSN/CLV)       | 4     |

## 参考
- 順位表